# (500173) 2012 FX40
(500173) 2012 FX40 es un asteroide perteneciente al cinturón de asteroides, descubierto el 2 de febrero de 2008 por el equipo del Mount Lemmon Survey desde el Observatorio del Monte Lemmon, Arizona, Estados Unidos.

## Designación y nombre
Designado provisionalmente como 2012 FX40.

## Características orbitales
2012 FX40 está situado a una distancia media del Sol de 2,434 ua, pudiendo alejarse hasta 2,750 ua y acercarse hasta 2,119 ua. Su excentricidad es 0,129 y la inclinación orbital 0,936 grados. Emplea 1387,79 días en completar una órbita alrededor del Sol.

## Características físicas
La magnitud absoluta de 2012 FX40 es 18,4.